# HMS M1 (1937)
HMS M1 var en av två svenska grundgående minsvepare som byggdes för att svepa minor som låg nära vattenytan innan de större minsveparna kunde sättas in med tyngre svep.